# Hôtel Excelsior

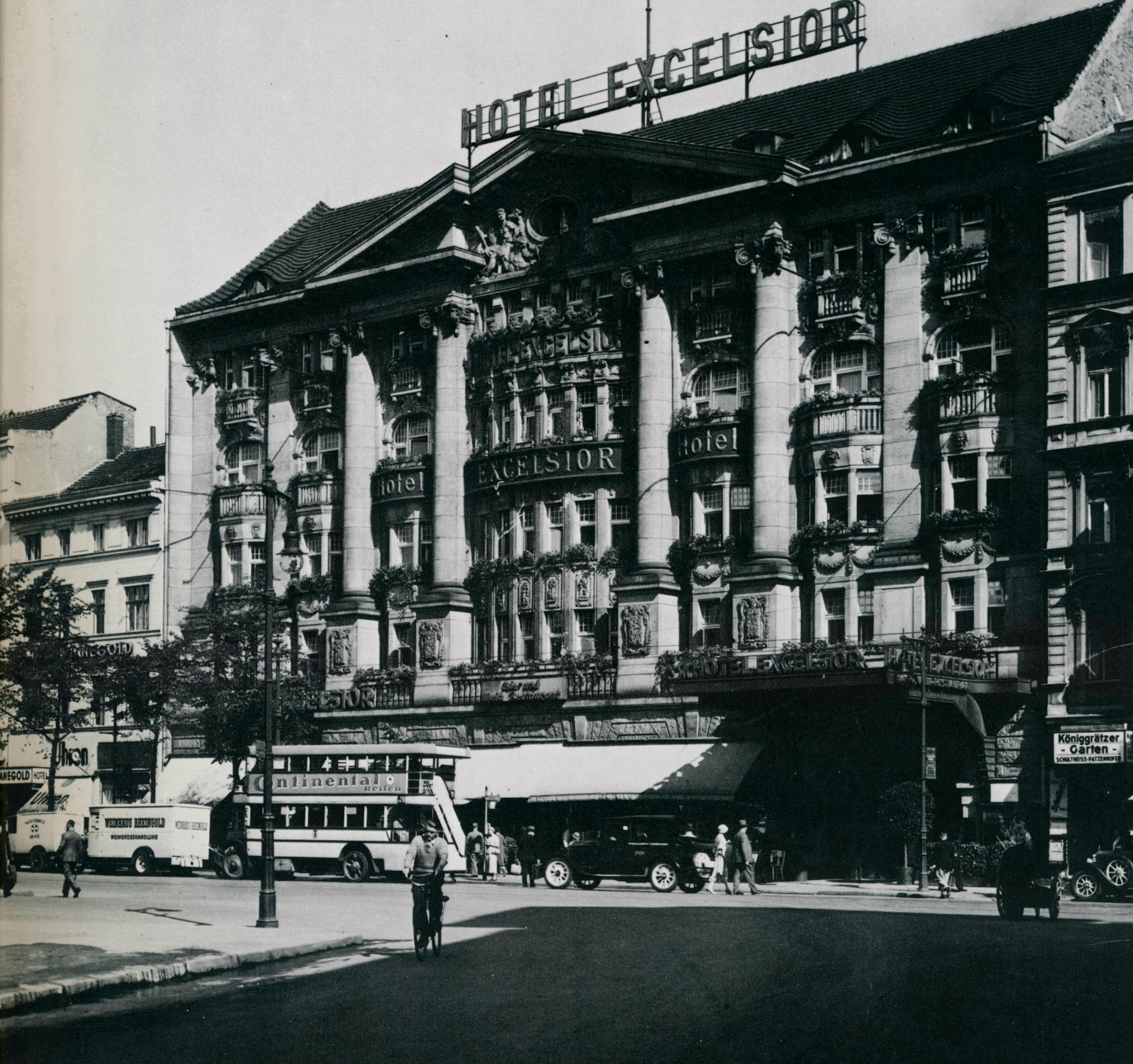
Façade de l'hôtel dans les années 1920.

Pour l’article homonyme, voir Hôtel Excelsior (Aix-les-Bains).
L'hôtel Excelsior était un hôtel de Berlin, situé en face de la gare d'Anhalt au 112/113 Königgrätzer Straße (aujourd'hui : 78 Stresemannstraße). Ouvert en 1908, le bâtiment a été détruit lors du bombardement de Berlin pendant la Seconde Guerre mondiale.

## Historique
L'hôtel est construit entre 1905 et 1908 suivant le projet de l'architecte Otto Rehnig (1864–1925), qui est aussi l'auteur des plans du Grand Hôtel Esplanade, situé à proximité, sur la Potsdamer Platz. Il est inauguré le 2 avril 1908 avec deux cents chambres. Quatre ans plus tard seulement, un agrandissement de l'hôtel permet d'en doubler la capacité. Au début de la révolution allemande de 1918-1919, l'hôtel servait de quartier général pour la Ligue spartakiste sous la direction de Rosa Luxemburg et de Karl Liebknecht.
Le propriétaire de l'hôtel est à partir de 1919 Curt Eischner (1876–1963), qui avait commencé sa carrière comme simple garçon à Leipzig. Il fait moderniser et à nouveau agrandir l'hôtel, installer le chauffage central au gaz à la place du chauffage au charbon. L'Excelsior, à la différence du luxueux Esplanade, s'adresse plutôt à une clientèle d'hommes d'affaires ou de commerçants qui voyagent et arrivent à Berlin par la gare voisine (la gare d'Anhalt). Un passage souterrain, l'Excelsior-Tunnel est d'ailleurs construit pour la relier au hall de l'hôtel et inauguré le 15 mars 1928.
Eischner quitta Berlin avec le déclenchement de la Seconde Guerre mondiale et l'hôtel est réquisitionné par le Secours populaire national-socialiste du parti nazi. L'Excelsior est bombardé au début de l'année 1945. Les ruines sont finalement rasées en 1954, six ans avant la gare en face. Le passage souterrain, fermé depuis la guerre, est démoli dans les années 1980.

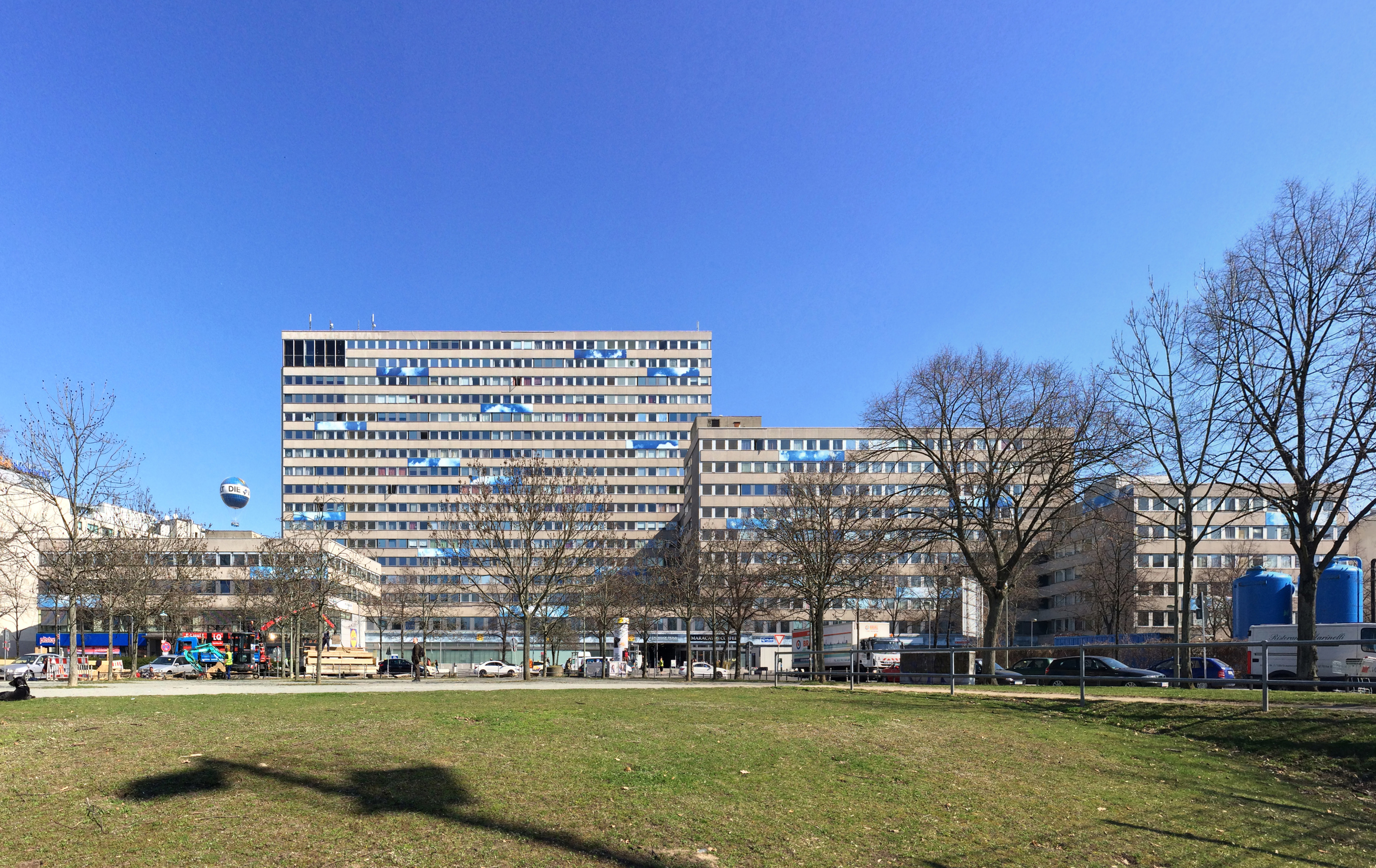
Excelsiorhaus.

Entre 1966 et 1968, un nouvel complexe immobilier locatif et commercial, l'Excelsiorhaus, est érigé sur le terrain.

## Source
- (de) Cet article est partiellement ou en totalité issu de l’article de Wikipédia en allemand intitulé « Hotel Excelsior » (voir la liste des auteurs).